# La Loge-Pomblin
La Loge-Pomblin är en kommun i departementet Aube i regionen Grand Est (tidigare regionen Champagne-Ardenne) i nordöstra Frankrike. Kommunen ligger  i kantonen Chaource som ligger i arrondissementet Troyes. År 2022 hade La Loge-Pomblin 58 invånare.

## Befolkningsutveckling
Antalet invånare i kommunen La Loge-Pomblin
Referens: INSEE